# Риу-Бониту-ду-Игуасу
Риу-Бониту-ду-Игуасу (порт. Rio Bonito do Iguaçu)  —  муниципалитет в Бразилии, входит в штат Парана. Составная часть мезорегиона Юго-центральная часть штата Парана. Входит в экономико-статистический  микрорегион Гуарапуава. Население составляет 20 018 человек на 2006 год. Занимает площадь 746,120 км². Плотность населения — 26,8 чел./км².

## Статистика
- Валовой внутренний продукт на 2003 год составляет 93 653 704,00 реалов (данные: Бразильский институт географии и статистики).
- Валовой внутренний продукт на душу населения на 2003 год составляет 5457,04 реалов (данные: Бразильский институт географии и статистики).
- Индекс развития человеческого потенциала на 2000 год составляет 0,669 (данные: Программа развития ООН).